# Aerolite (adhésif)
Aerolite est un adhésif à joint épais en urée-formaldéhyde qui est résistant à l'eau et à la chaleur développé originellement par Aero Research Limited. Il est utilisé en grande quantité par l'industrie des panneaux de particules et également par les constructeurs de bateaux en bois pour sa grande résistance et sa durabilité. Il est également utilisé en menuiserie, en placage et en assemblage de menuiserie générale.
L'Aerolite a également été utilisé pour la construction d'avions en bois.
Un joint en Aerolite correctement fabriqué serait trois fois plus résistant que le bois d'épicéa.

## Histoire
Le Dr Norman de Bruyne a fondé Aero Research Limited en 1934. L'année suivante, de Bruyne suggéra que les adhésifs synthétiques pourraient jouer un rôle dans la production d'avions et a engagé le chimiste de l'Université de Cambridge R.E. Clark pour étudier de nouveaux adhésifs pour les applications aéronautiques. Le résultat fut l'Aerolite, un adhésif urée-formaldéhyde qui, contrairement aux colles conventionnelles de l'époque, résistait à l'eau et aux micro-organismes. Des recherches plus poussées montrèrent que les durcisseurs de pontage incorporant de l'acide formique permettaient à Aerolite d'être utilisé comme adhésif d'assemblage. Aerolite fut le premier adhésif de ce type à être inventé et fabriqué en Grande-Bretagne et utilisé dans le contreplaqué lié à la résine.
Lorsque la Seconde Guerre mondiale éclata, la petite entreprise commença à se développer. Morris Motors utilisa le processus de chauffage par bande d'Aerolite et d'Aero Research pour assembler les planeurs Airspeed Horsa, tout comme de Havilland, le Mosquito, ainsi que d'autres avions, des barcasses (launch) et des patrouilleurs. Sur le Mosquito, Aerolite a été utilisé en alternance avec « Beetle Cement » de British Industrial Plastics (BIP), et Tego-film.
Après la fin de la guerre, en 1948, de Bruyne vendit le contrôle d'Aero Research à la société suisse Ciba, mais resta directeur général jusqu'en 1960.
La marque est aujourd'hui détenue par Dynea en Norvège

## En aéronautique
L'adhésifs synthétiques pour la fabrication de contreplaqué Aerolite 7.57 employée dans l'aviation, était une colle moussante à base d'urée et de formaldéhyde présentant plusieurs avantages, parmi lesquels le fait que, dans des conditions d'usine ordinaires, il était possible d'obtenir un étalement de 1,35 livres de colle par 100 pieds carrés. la pénétration de la colle dans les placages était évitée, seule une très fine pellicule de colle était nécessaire pour réaliser de bons joints. En raison de la nature de la mousse, elle pouvait être utilisée avec des placages minces sans produire de plis excessifs ou provoquer des chevauchements dans les pores (overlaps in the pores). La température de presse requise était de 90°C.
Aérolite sera utilisée dans les coques en contreplaqué moulé des Horsa et Mosquito. Le fuselage du AS51 Horsa comprenait six « tonneaux » collés - des peaux de contreplaqué collées avec de l'Aerolite 300 à des cadres en bois massif. Les cloisons étaient des structures sandwich en bois collées avec de l'Aerolite et les longerons en bois étaient collés sur toute la longueur du fuselage. Le même adhésif a été utilisé pour coller les assemblages d'aile et de queue et pour construire le longeron principal stratifié.
La colle de caséine a été utilisée au début de la construction du Mosquito, mais a ensuite été remplacée par Aerolite (en alternance avec Beetle cement) en raison de la sensibilité à l'humidité de la caséine.
Le DH98 Mosquito a été développé à partir du DH91 Albatross de 1932, qui était un avion de ligne et un avion postal entièrement en bois; l'Albatros contenait des structures collées à l'aide de colles de caséine. Le Mosquito a été construit à partir de peaux de contreplaqué, de longerons en bois laminé de bouleau, d'épicéa et de bois de balsa. Le contreplaqué était formé par moulage dans des matrices femelles en bois fermés (les outils seront en béton dans les années suivantes) en utilisant la pression d'une vessie ou baudruche en caoutchouc. Le contreplaqué a été collé avec l'adhésif de film phénolique Tego film et l'ensemble global a été initialement collé avec un adhésif de caséine. Les meilleures propriétés, en particulier la résistance supérieure à la biodégradation, et les temps de durcissement plus courts observés avec les adhésifs Urée-formaldéhyde (un facteur de réduction estimé à 60 fois) ont rapidement permis à Aerolite, entre autres, de remplacer la caséine,. Le reste de l'avion était de construction plus conventionnelle en bois collé avec revêtement en contreplaqué.
Aerolite est le seul adhésif de réparation spécifié par la Royal Air Force pour les avions en bois, et est largement utilisé à la fois pour la rénovation des premiers avions, et la construction de répliques (par exemple pour la Shuttleworth Collection (en)) ; ceci est dû en partie à sa capacité à réparer avec succès des structures qui étaient auparavant collées avec des colles de caséine, qui laissent un substrat fort alcalin.

## Remarques
1. ↑  A. S. Travis et Harm G. Schröter, Determinants in the Evolution of the European Chemical Industry, 1900-1939, Springer, 1998 (ISBN 0-7923-4890-7), p. 183
2. ↑  (en) Aero Digest, Aeronautical Digest Publishing Corporation, 1945 (lire en ligne)
3. ↑  (en) United States Army Air Forces, Technical data digest. U.S.Army Air corps : Confidential Documents, 1er janvier 1941 (lire en ligne)
4. 1 2 3 4  (en) Phillipe Cognard, Handbook of Adhesives and Sealants: Basic Concepts and High Tech Bonding, Elsevier, 14 juillet 2005 (ISBN 978-0-08-053409-1, lire en ligne)
5. 1 2  Alphonsus V. Pocius, David A. Dillard et Manoj Kumar Chaudhury, Adhesion science and engineering, Elsevier, 2002 (ISBN 978-0-444-51140-9, 0-444-51140-7 et 0-08-052598-9, OCLC 162129877, lire en ligne)
6. ↑  (en-GB) Morfus UK, « The Mosquito Bomber Modular Airplane | Morfus Modular Furniture », sur Morfus, 14 novembre 2016 (consulté le 5 novembre 2022)